# Хељда
Хељда (Fagopyrum esculentum) је једногодишња зељаста биљка из фамилије троскота (Polygonaceae). Узгаја се као житарица, а у исхрани људи и стоке употребљава се плод (синкарпна орашица). Хељда је богата витаминима Б1 и Б2, као и протеинима.

## Намена
На Корејском полуострву, хељда је од давнина омиљена и врло цењена биљка, и уз зрна троше се и њени млади листови као поврће, али и као лековито средство у народној медицини. Хељда се користи(ла) и као сточна храна (зелена биљка) за исхрану живине, али и за ђубрење њива (заоравањем).
У даљој индустријској преради љуспице хељде могу да послуже:
- као сировина за добијање различитих хемијских једињења,
- као биогориво високе енергетске вредности,
- за израду бројних фармацеутских, козметичких (пилинзи, маске, беби-пудер),
- израду постељине која има антиалергијско и антибактеријско дејство, не сабија се и има добре термоизолационе особине.

## Распрострањеност
С почетка 2010-тих у свету се хељда се гајила на око три милиона хектара. Највећи произвођачи су земље бившег Совјетског Савеза, затим Кина, Бразил, Пољска, Француска, Јапан и САД. У Србији се хељда гаји на малим површинама, претежно у брдско-планинском подручју југозападне Србије, у којима постоји све веће интересовање пољопривредних произвођача за њен узгој.

## Хељда на тржишту Србије
На тржишту Србије хељда се може наћи у облику следећих прехрамбених производа:
- брашно од ољуштеног зрна,
- интегрално брашно,
- ољуштено зрно хељде,
- пропржено ољуштено зрно хељде,
- хељдине љуспице и пахуљице,
- хељдин гриз

Уз јуфке од хељде у Србији се у новије време све више меси и хлеб од хељде, разне врсте пецива и тестенине, коре за питу и гибаницу, резанци спремљени на стари ужички начин итд.

## Култивација
Хељда је усев кратке сезоне који добро расте на нископлодним или киселим земљиштима; превише ђубрива – посебно азота – смањује приносе, и земљиште мора бити добро дренирано. У топлим поднебљима хељда се може узгајати само касном сетвом, да би цветала у хладније време. Присуство опрашивача значајно повећава принос. Нектар цветаће хељде даје мед тамне боје.
Биљка хељде има разгранат коренски систем са примарним главним кореном који сеже дубоко у влажно земљиште. Она нарасте од 75 до 125 центиметара (30 до 50 инча) у висину. Хељда има троугласто семе и даје цвет који је обично бео, али може бити и ружичаст или жут. Хељда се слободно грана, за разлику од боковања, што омогућава потпунију адаптацију на животну средину од других житарица. Љуска семена је мање густа од воде, што чини љуску лаким за уклањање плутајући је.
Хељда се гаји за зрно где је само кратко време доступно за раст, било зато што је хељда рани или други усев у сезони, или зато што је укупна сезона раста ограничена. Брзо се успоставља, што потискује летњи коров, и може бити поуздана покривна култура током лета која одговара малом делу топле сезоне. Хељда има период раста од само 10–12 недеља и може се гајити на високим географским ширинама или у северним областима. Хељда се понекад користи као „зелено ђубриво“, као биљка за контролу ерозије, или као покривач и храна за дивље животиње.

### Продукција
| Земља                    | Продукција (тона) |
| ------------------------ | ----------------- |
| Русија                   | 785.702           |
| Кина                     | 430.166           |
| Украјина                 | 85.020            |
| Сједињене Државе         | 84.225            |
| Бразил                   | 65.255            |
| Казахстан                | 44.998            |
| Јапан                    | 42.600            |
| Танзанија                | 22.443            |
| Канада                   | 18.000            |
| Белгија                  | 16.959            |
| Непал                    | 11.464            |
| Француска                | N/A               |
| Укупно:                  | 1.612.235         |
| Извор: Уједињених нација |                   |

Историјски, Руско царство је било светски лидер у производњи хељде. Подручја узгоја у Руској империји процењена су на 2.600.000 хектара, а затим у Француска са 360.000 хектара. Совјетски Савез је 1970. године узгајао око 1.800.000 хектара хељде. Према подацима из 2016. она остаје кључна житарица.
Током 18. и 19. века, хељда је била уобичајена култура на североистоку Сједињених Држава. Средином 20. века култивација је нагло опала због употребе [[nitrogen fertilizer]|азотног ђубрива]], на које кукуруз и пшеница снажно реагују. Преко 400.000 хектара пожњевено је у Сједињеним Државама 1918. До 1954. године, то је пало на 60.703 хектара, а до 1964. године када је USDA задњи пут објавио статистичке податке производње, само 20.000 хектара је било посејано. Међутим, узгој хељде у САД се повећао због „експлозије популарности такозваних древних житарица“ о којој је извештавано током 2009–2014. У 2017. светска производња је износила 3,8 милиона тона, предвођена Русијом са 40% укупне светске производње, затим Кином са 38% и Украјином са 5%.

### Биолошка контрола
се често проучава и користи као извор полена и нектара за повећање природног броја предатора за контролу штеточина усева.  Берндт и сарадници су 2002. године открили да резултати нису били сасвим обећавајући на бази података прикупљених у једном винограду на Новом Зеланду, али исти тим - Берндт et al. 2006, четири године касније и проучавајући велики број винограда широм Новог Зеланда – открили су значајно повећање код 22 паразитоида, посебно Dolichogenidea tasmanica, као што су Ирвин et al 1999 утврдили за D. t. у воћњацима Кентерберија. Гур et al. 1998. су показали да су цветни нектари – а не склониште или алтернативни домаћини на F. esculentum – били одговорни за ово повећање, а Стивенс et al. 1998. за Anacharis spp. на Micromus tasmaniae. Стивенс et al. 1998. такође су први пут показали велики пораст A. spp. на M. t. (који такође обично претходи F. e.). Кулен et al. 2013. су открили да виногради око Вајпара нису наставили са садњом хељде, што указује на потребу за даљим развојем технике како би се хељда добро интегрисала са стварном праксом виноградарства. Инглиш-Лоеб et al. 2003. открили су да она одржава већи број паразитоида Anagrus на патуљастим цврчцима -Erythroneura}-, а Балзан и Вакерс 2013. су пронашли исто за Necremnus artynes и Ферацини et al. 2012 за Necremnus tutae на Tuta absoluta, и на тај начин делују као сузбијач штеточина у парадајзу, кромпиру и у мањој мери у другим хортикултурама из врста Solanaceous и другим. Калинова и Моудри 2003 су открили да даља садња са другим цвећем у погрешно доба године заправо може довести до угинућа F. esculentum од мразева које би иначе преживела, а Коли и Луна су 2000. године открили да може да одложи своје цветање да се не поклопи са природним непријатељем које је засејана храни. Фоти et al. су  2016. године открили да су значајне варијације карбоксилне киселине кратког ланца највероватније објашњење за варијације у перформансама биоконтроле између сорти.
- Поље хељде у Бумтангу (Бутан)
- Обична хељда у цвету
- Семе и увенуо цвет хељде
- Зрно хељде